# Alexander-Lebenstein-Realschule

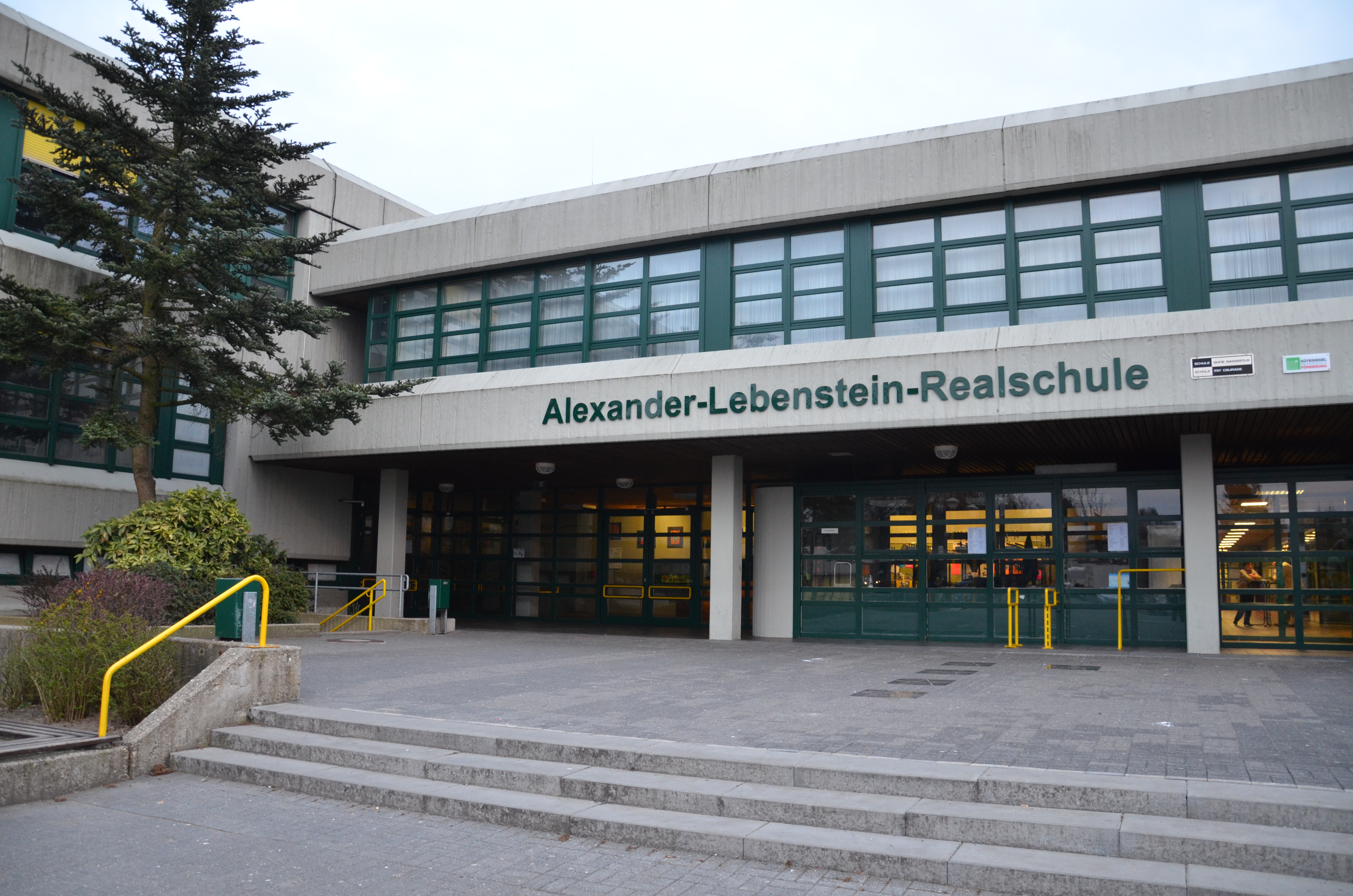

Die Alexander-Lebenstein-Realschule Haltern am See ist die einzige Realschule in der westfälischen Stadt Haltern am See. Sie teilt sich einen Gebäudekomplex (Schulzentrum) mit dem Joseph-König-Gymnasium.

## Geschichte
Im Dezember 1966 fasste der Rat der Stadt Haltern den Beschluss zur Errichtung einer Realschule. Diese nahm 1967 als Städtische Realschule Haltern den Unterricht in Räumen des Jugendheimes der Pfarrgemeinde St. Laurentius auf. Im zweiten Jahr des Bestehens konnten Räume der Eichendorff-Grundschule genutzt werden. Im Dezember 1970 gewann der Marler Architekt Hans Hansen den Architekturwettbewerb zur Errichtung des neuen Schulzentrums. Am 1. August 1974, mit der Vollendung des ersten Bauabschnittes des Halterner Schulzentrums, bezog die Realschule ihre neuen Räume.
Im Januar 1991 ward das Fremdsprachenangebot im Fach Französisch durch die Errichtung einer bilingualen Klasse erweitert. 2003 erhielt die Schule die Auszeichnung Schule ohne Rassismus – Schule mit Courage, die Patenschaft übernahm der letzte überlebende Halterner Jude Alexander Lebenstein. Seit dem 6. Juni 2008 trägt die Schule den Namen Alexander-Lebenstein-Realschule.

## Pädagogische Arbeit, Ausstattung und Angebote
- Seit 1991: Bilinguale Klasse, Geschichtsunterricht wird in Französisch erteilt.
- Für die Schüler besteht die Möglichkeit das Delf-Diplom zu erwerben, ein Zertifikat des französischen Bildungsministeriums.
- Seit 2014: Musikklasse mit den Schwerpunkten Gesang & Rhythmik.
- Mit dem Schuljahr 2014/2015 wurde eine Inklusionsklasse gebildet.[2][3]
- Seit 2016 werden Schülerinnen und Schüler im Rahmen des Programms der Landesanstalt für Medien Nordrhein-Westfalen als Medienscouts ausgebildet und zertifiziert.

## Projekte
Die folgenden langjährigen Projekte führten zur Auszeichnung „Schule der Zukunft“.
- Waggon AG[4]
- Schulzoo
- Schulchor
- Projekttage „Fremde Kontinente entdecken“
- beide Schulbands
- Projekt „Hilfe für die Kinder in Uganda“
- Bionik-AG
- Kooperation mit dem Natur- und Vogelschutzverein Haltern und Umgebung e.V.
- Schulsanitätsdienst

## Auszeichnungen
- Schule ohne Rassismus, seit 2003[5]
- Das Gütesiegel individuelle Förderung wurde der Schule 2009 durch das Schulministerium verliehen. 2011 wurden letztmals Schulen mit dem Gütesiegel ausgezeichnet. Eine Rezertifizierung ist nicht mehr möglich.
- Schule der Zukunft NRW, seit 2015[6]

## Partnerschule
Seit 1971 besteht eine Schulpartnerschaft zwischen der Alexander-Lebenstein-Realschule und dem Collège Dr. Schaffner in Roost-Warendin einer französischen Gemeinde mit 5966 Einwohnern (Stand 1. Januar 2022) im Département Nord in der Region Hauts-de-France. Sie mündete 1993 in einer Städtepartnerschaft von Haltern am See und Roost-Warendin.

## Bekannte ehemalige Schüler
- Jana Beller (* 1990), sie gewann 2011 die Castingshow Germany’s Next Topmodel und war bis 2008 Schülerin der Alexander-Lebenstein-Realschule
- Benedikt Höwedes (* 1988), Fußballspieler, Fußballweltmeister 2014